# 루마니아 농구 국가대표팀
루마니아 농구 국가대표팀(루마니아어: Echipa națională de baschet a României)은 루마니아를 대표하여 국가대항전에 참가하는 농구 국가대표팀으로 루마니아 농구 연맹에 의해 운영된다.

## 대회 기록

### 올림픽
- 1952: 23위

## 주요 선수
- 안드레이 폴베르트
- 게오르게 무레샨
- 콘스탄틴 포파
- 호리아 데미안
- 에르니에 그룬펠드